# Ingrid Rüütel

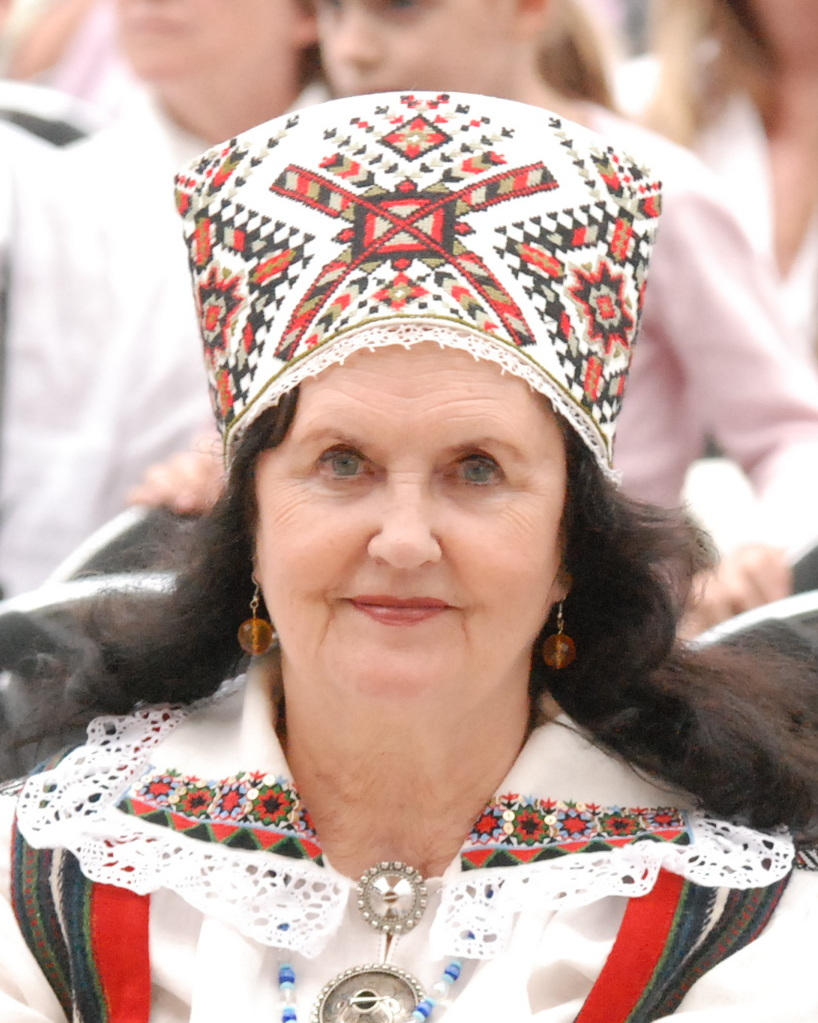
Ingrid Rüütel na festiwalu piosenki w Tallinnie

Ingrid Rüütel (ur. 3 listopada 1935 w Tallinnie) – estońska antropolog i filolog, w latach 2001-2006 pierwsza dama Estonii.
Jej rodzicami byli Neeme Ruus i aktorka Linda Karin Ruus. W 1959 roku ukończyła studia z zakresu filologii estońskiej na Uniwersytecie Tartu. Po studiach pracowała na stanowisku badawczym w Dziale Folkloru Muzeum Literatury im. Kreutzwalda w Tartu. W latach 1963–1967 odbyła studia podyplomowe dotyczące muzyki ludowej. W 1970 roku uzyskała tytuł kandydata nauk filologicznych, potem przekształcony w stopień doktora, a w 1996 habilitację. Jej działalność naukowa dotyczyła powstawania i rozwoju współczesnej muzyki ludowej w Estonii i innych krajach ugrofińskich, organizowała liczne konferencje, a także festiwale muzyczne. 
W 1958 roku wyszła za mąż za Arnolda Rüütela, prezydenta Estonii w latach 2001-2006. Mają dwie córki.

## Odznaczenia
- Krzyż Wielki Orderu Infanta Henryka (Portugalia, 2003)[1]
- Krzyż Wielki Orderu Zasługi (Portugalia, 2006)[1]

## Źródła
- Biografia na stronie Prezydenta Estonii